# Capela de Chupan
A Capela de Chupan (em persa: کلیسای چوپان) é uma pequena e histórica igreja arménia em um vale da montanha a oeste de Jolfa perto do Rio Aras na Província do Azerbaijão Oriental, do Irã. Ela foi construído no século XVI e reconstruída em 1836. Ela é parte  "Conjunto Monástico Armeno" do Irã segundo a listagem no sítio do Património Mundial da UNESCO.

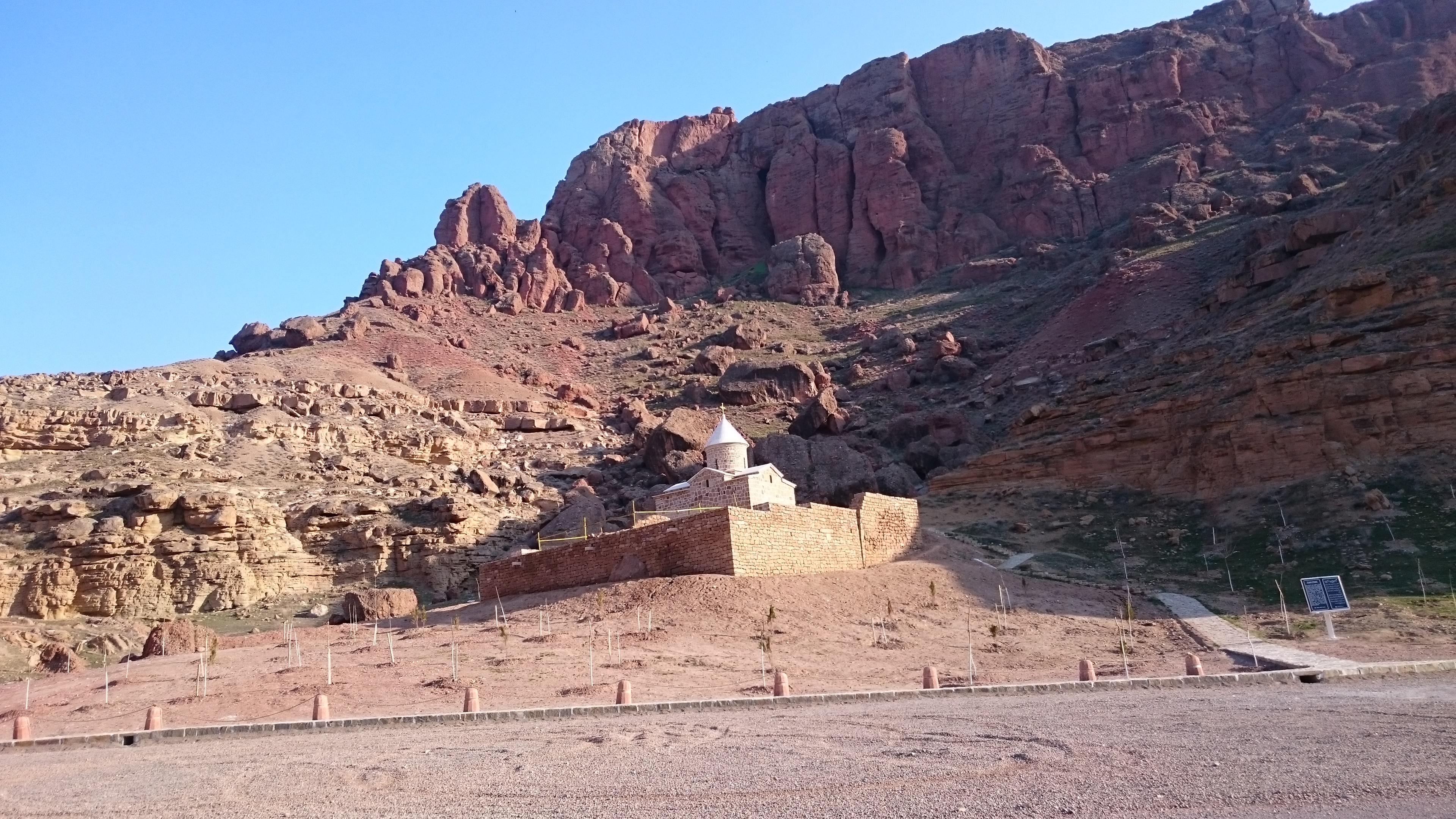
Capela de Chupan no vale
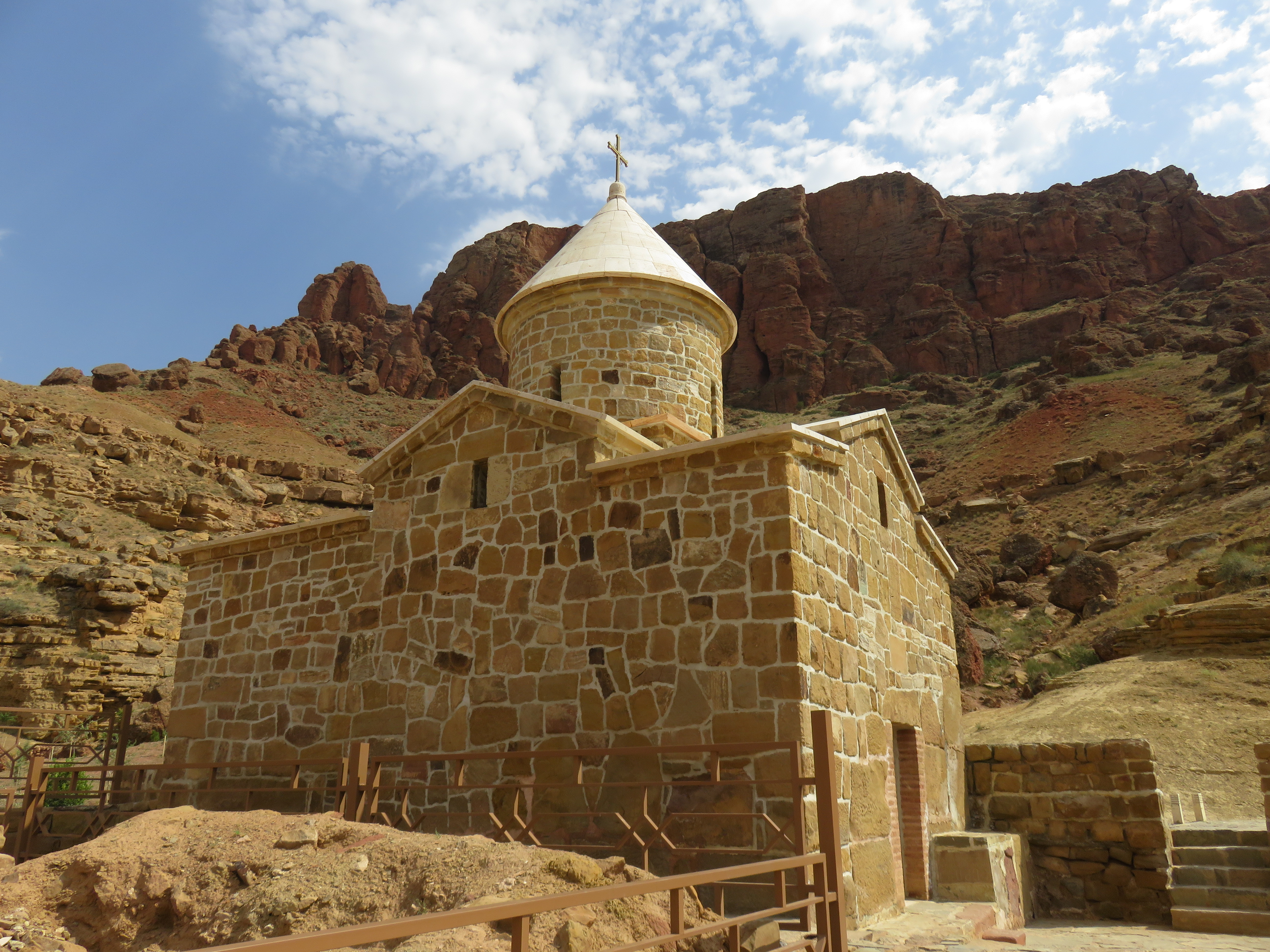
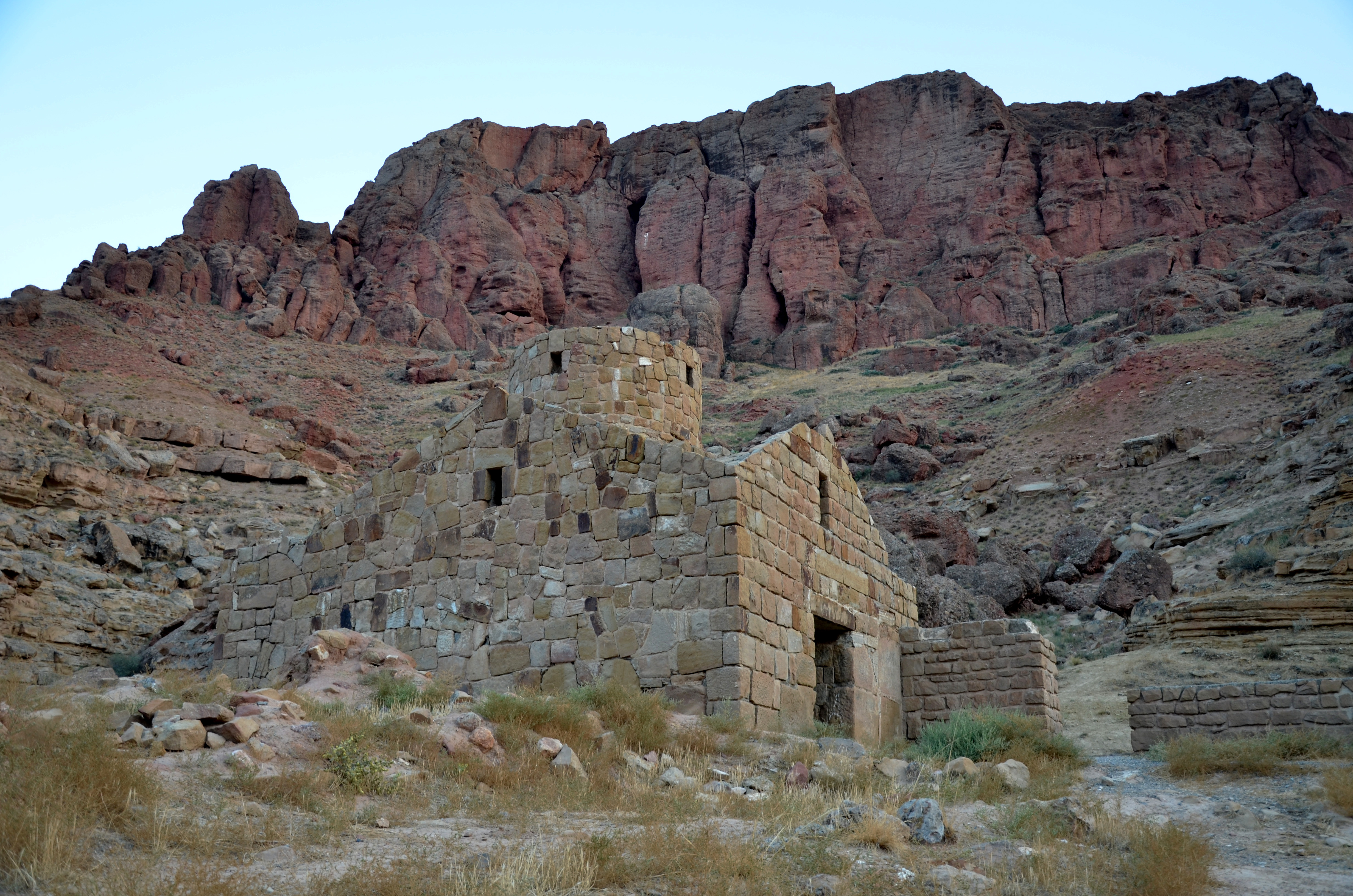
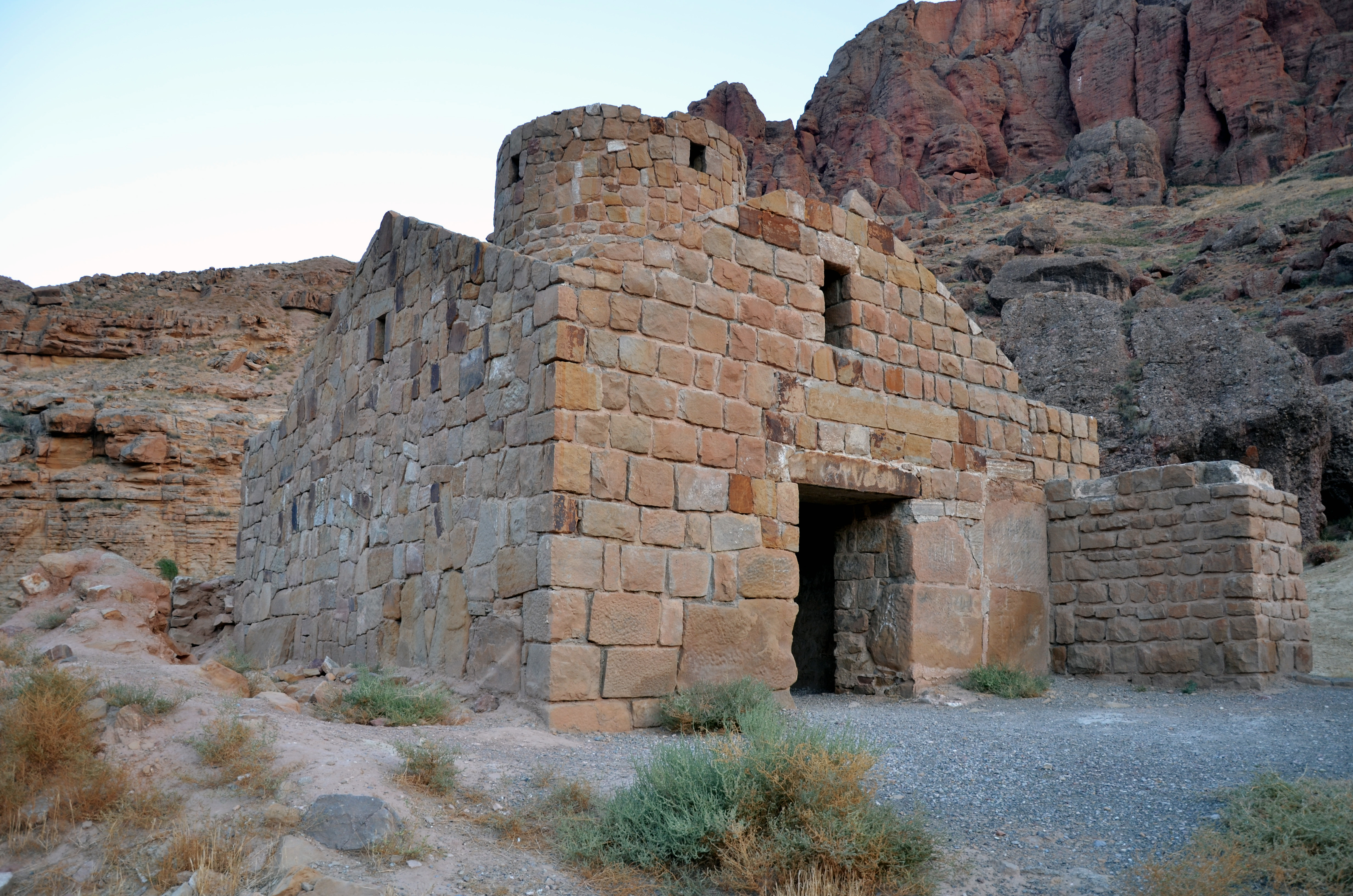
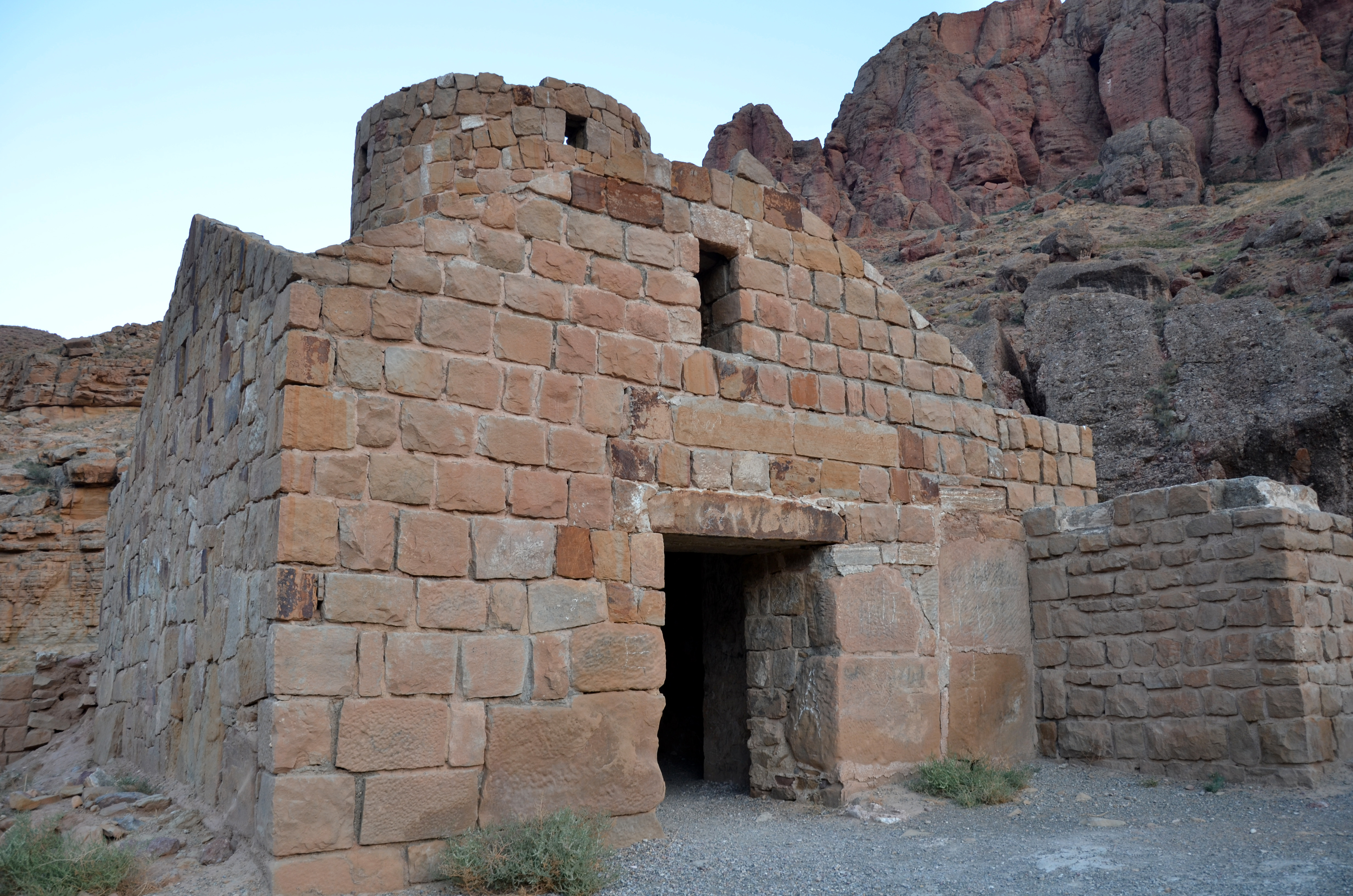

## História
A Capela foi projetada por pastores pastando seus animais no prado em 1518. A cúpula da capela, um exemplo típico da arquitetura armênia, foi construída com pedras de alvenaria.
Em 1836, a capela foi reconstruída e faz parte da "União dos Mosteiros Armênios" do Irã.

### Atualidade
A Capela de Chupan foi incluída na lista do Património Mundial da UNESCO, juntamente com a Capela de Zorzor, a Mosteiro de São Estêvão e o Mosteiro de São Tadeu em 2008.

## Estrutura
O edifício do Santuário é quadrado e tem 7,7 metros de largura e 5,6 metros altura, a superfície interna é semelhante a forma de uma cruz, é um pequeno Santuário (Capela). A entrada principal está localizada no lado oeste do edifício e seu altar fica no lado leste do edifício. Os materiais utilizados no edifício são de pedra e argamassa e as paredes do interior são cobertas com gesso. Não tem esculturas. A igreja tem uma pequena cúpula com um plano circular, com quatro luminárias. No lado oeste da igreja, há vestígios dos restos de um edifício devastado que provavelmente fazia parte da igreja. Na área ao redor da igreja havia uma cruz de pedra, que foi transportada para Tabriz para protegê-la. A casca exterior da igreja é feita de pedra e tem uma pequena cúpula recentemente renovada. O interior da igreja é muito pequeno e não cabe mais de dez pessoas. Seus arcos também são moldados como em outras igrejas.

## Localização geográfica
A igreja está localizada a aproximadamente 5 km a oeste da cidade fronteiriça de Jolfa, às margens do rio Aras, na província de Azerbaijão Oriental, e entre as montanhas avermelhadas. Como o nome indica, esta igreja pode ter sido projetada para pastores, de modo que eles não retornassem às aldeias do Vale do Sham para fazer seus afazeres.